# 엔도 긴스케
엔도 긴스케(遠藤謹助, 1836년 3월 31일~1893년 9월 13일)는 메이지 시대 조슈번 출신의 관료로 영국 런던으로 몰래 유학을 떠났던 조슈오걸 중 한 명이다.

## 경력
1863년 분큐 3년 비밀리에 이노우에 가오루, 야마오 요조, 이토 히로부미, 이노우에 마사루 4명과 함께 영국 런던으로 유학을 떠나, 1866년 게이오 2년에 귀국했다. 같은 해 영국 공사 해리 파크스는 조지 킹 제독에게 조슈번을 방문하라고 하여 이노우 가오루 등이 미타지리에서 맞이하여 향응을 했고, 다음 날 정박한 영국 군함 제독실에서 모리 다카치카 부자와의 회견이 실현되었다. 이때 엔도와 이노우에가 통역을 했다.
메이지 유신 이후에는 1870년 메이지 3년부터 사망하는 1893년까지 일본 조폐국에서 보냈다. 1874년에는 지도 책임자인 영국인 외국인 초빙사 토마스 윌리엄 킨더와 충돌하여 조폐국을 떠났지만 1875년 1월에는 오리엔탈 뱅크와 계약을 해소하고, 킨더 외 9명의 외국인 초빙사가 해고되면서 다시 조폐국으로 돌아온다. 1881년에는 조폐국장이 되었다.
매년 4월 중순 일주일 동안 벚꽃길을 공개하는 오사카 조폐국의 ‘벚꽃 통과’ 행사는 1883년 메이지 16년에 당시 총장이었던 엔도의 지시에 의해 시작되어 현재까지도 오사카시의 봄 명물로서 이어지고 있다.

## 같이 보기
- 조슈 5인

## 참고자료
- Beasley, W. G. The Meiji Restoration. 스탠퍼드: 스탠퍼드 대학교 출판부, 1972.
- Cobbing, Andrew. The Japanese Discovery of Victorian Britain. RoutledgeCurzon, 런던, 1998. ISBN 1-873410-81-6
- Craig, Albert M. Chōshū in the Meiji Restoration. 케임브리지: 하버드 대학교 출판부, 1961